# 2296 Kugultinov
A 2296 Kugultinov (ideiglenes jelöléssel 1975 BA1) a Naprendszer kisbolygóövében található aszteroida. Ljudmila Ivanovna Csernih fedezte fel 1975. január 18-án.